# Domovec
Domovec is een plaats in de gemeente Hrašćina in de Kroatische provincie Krapina-Zagorje. De plaats telt 136 inwoners (2001).